# Pergamino
Pergamino – miasto we wschodniej Argentynie (prowincja Buenos Aires).
Liczba mieszkańców w 2005 roku wynosiła ok. 88 tys.
W mieście rozwinął się przemysł spożywczy, włókienniczy oraz metalowy.

## Urodzeni w Pergamino
- Paola Suárez – tenisistka
- Ezequiel Muñoz – piłkarz